# Albert Séguin
Pour les articles homonymes, voir Seguin.
Albert Séguin, né le 8 mars 1891 à Vienne (Isère) et mort le 29 mai 1948 dans la même ville, est un gymnaste français qui remporte le titre olympique au saut de cheval en largeur aux Jeux olympiques d'été de 1924 à Paris.
Il est l'un des trois champions olympiques français en gymnastique avec Gustave Sandras en 1900 et Émilie Le Pennec en 2004.

## Palmarès

### Jeux olympiques
- Paris 1924
  -  médaille d'or au saut de cheval[Notes 1]
  -  médaille d'argent au grimper de corde
  -  médaille d'argent par équipes

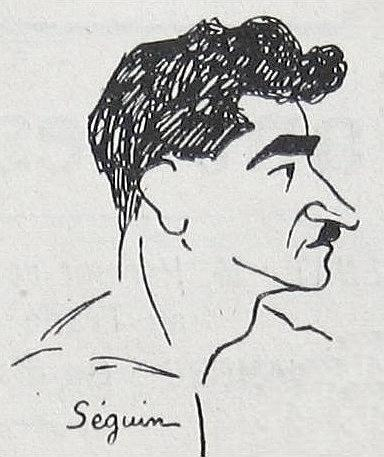
Caricature d'Albert Seguin, par Léon Delarbre (JO de 1924).
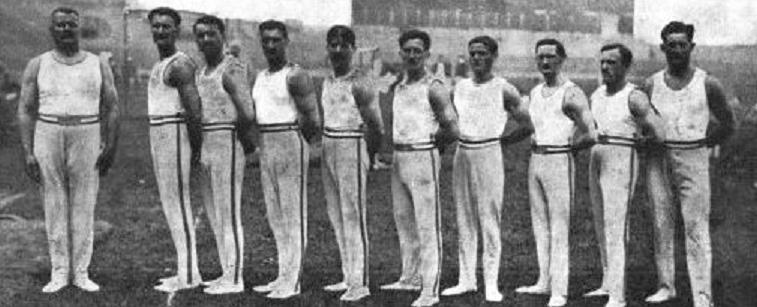
L’équipe de France de gymnastique, vice-championne olympique à Paris en 1924.
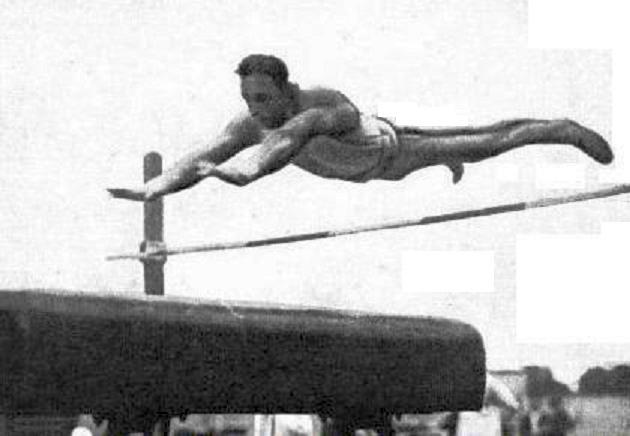
Albert Séguin, champion olympique du saut de cheval en largeur à Paris, en 1924.